# لورا بيدرسن
لورا بيدرسن (بالإنجليزية: Laura Pedersen)‏ (8 أكتوبر 1965)؛ روائية أمريكية.